# Малая Горка (Хвойнинский район)
Малая Горка — деревня в Хвойнинском муниципальном округе Новгородской области.

## География
Находится в северо-восточной части Новгородской области на расстоянии приблизительно 30 км на запад-юго-запад по прямой от районного центра Хвойная у берега озера Рогавец.

## История
В 1910 году здесь (деревня Боровичского уезда Новгородской губернии) было учтено 38 дворов. До 2020 года входила в Миголощское сельское поселение до его упразднения.

## Население
| 2010 |
| ---- |
| 4    |

Численность населения: 131 человек (1910 год), 6 (русские 100 %) в 2002 году, 4 в 2010.